# Neoclosterus boppei
Neoclosterus boppei là một loài bọ cánh cứng trong họ Cerambycidae.